# Sphaeriodiscus scotocryptus
Sphaeriodiscus scotocryptus is een zeester uit de familie Goniasteridae.
De wetenschappelijke naam van de soort werd in 1913 gepubliceerd door Walter Kenrick Fisher.